# Cyclothea
Cyclothea là một chi bướm đêm thuộc họ Geometridae.